# Unione Polisportiva Comunale Graphistudio Tavagnacco 2014-2015
Questa voce raccoglie le informazioni riguardanti l'Unione Polisportiva Comunale Graphistudio Tavagnacco nelle competizioni ufficiali della stagione 2014-2015.

## Stagione
Nella stagione 2014-2015 l'U.P.C. Graphistudio Tavagnacco ha disputato la Serie A, massima serie del campionato italiano femminile di calcio, concludendo al quinto posto con 47 punti conquistati in 26 giornate, frutto di 14 vittorie, 5 pareggi e 7 sconfitte. All'inizio della stagione ha disputato la Supercoppa italiana contro il Brescia, venendo sconfitto dopo i tiri di rigore. Nella Coppa Italia è sceso in campo a partire dagli ottavi di finale, dove ha eliminato il Marcon. Nei quarti di finale ha eliminato la Riviera di Romagna dopo i tiri di rigore e in semifinale ha sconfitto la Res Roma. Nella finale del torneo ha affrontato il Brescia: la partita, disputatasi ad Abano Terme il 23 maggio 2015, ha visto prevalere il Brescia per 4-0.

## Rosa
| N. |                   | Ruolo | Calciatrice        |
| -- | ----------------- | ----- | ------------------ |
|    | Italia (bandiera) | P     | Stefania Blancuzzi |
|    | Italia (bandiera) | P     | Matilde Copetti    |
|    | Italia (bandiera) | P     | Sara Penzo         |
|    | Italia (bandiera) | D     | Nenè Nhaga Bissoli |
|    | Italia (bandiera) | D     | Silvia Blarzino    |
|    | Italia (bandiera) | D     | Gloria Frizza      |
|    | Italia (bandiera) | D     | Michela Martinelli |
|    | Italia (bandiera) | D     | Francesca Nobile   |
|    | Italia (bandiera) | D     | Nicole Peressotti  |
|    | Italia (bandiera) | D     | Ambra Pochero      |
|    | Italia (bandiera) | C     | Elisa Camporese    |
|    | Italia (bandiera) | C     | Chiara Cecotti     |

| N. |                   | Ruolo | Calciatrice       |
| -- | ----------------- | ----- | ----------------- |
|    | Italia (bandiera) | C     | Karin Mantoani    |
|    | Ghana (bandiera)  | C     | Rachel Mensah     |
|    | Italia (bandiera) | C     | Rachele Minutello |
|    | Italia (bandiera) | C     | Alice Parisi      |
|    | Italia (bandiera) | C     | Rossella Sardu    |
|    | Italia (bandiera) | C     | Alessia Tuttino   |
|    | Italia (bandiera) | C     | Luisa Usenich     |
|    | Italia (bandiera) | A     | Paola Brumana     |
|    | Italia (bandiera) | A     | Sofia Del Stabile |
|    | Italia (bandiera) | A     | Erika Lauriola    |
|    | Italia (bandiera) | A     | Sara Veritti      |
|    | Italia (bandiera) | A     | Maria Zuliani     |

## Calciomercato
| Acquisti | Acquisti           | Acquisti    | Acquisti   |
| R.       | Nome               | da          | Modalità   |
| -------- | ------------------ | ----------- | ---------- |
| P        | Stefania Blancuzzi | Chiasiellis | svincolata |
| D        | Gloria Frizza      | Chiasiellis | svincolata |
| C        | Rossella Sardu     | Chiasiellis | svincolata |
| A        | Karin Mantoani     | Chiasiellis | svincolata |

| Cessioni | Cessioni              | Cessioni    | Cessioni   |
| R.       | Nome                  | a           | Modalità   |
| -------- | --------------------- | ----------- | ---------- |
| D        | Eleonora Bischi       | Roma        | svincolata |
| D        | Lara Laterza          | Pordenone   | svincolata |
| D        | Michela Rodella       | Firenze     | svincolata |
| C        | Priscilla Del Prete   | Firenze     | svincolata |
| A        | Tatiana Bonetti       | AGSM Verona | svincolata |
| A        | Evelyn Vicchiarello   | Firenze     | svincolata |
| A        | Samantha Zandomenichi | Pordenone   | svincolata |

## Risultati

### Serie A

#### Girone di andata
| Arbitro: | Stefano Belfiore (Parma) |

|                             |           |             |
| Mason 18’, 28’ Giacinti 82’ | Marcatori | 52’ Brumana |

| Arbitro: | Luca Bergamin (Castelfranco Veneto) |

|                                      |           |  |
| Brumana 27’, 54’ (rig.) Lauriola 87’ | Marcatori |  |

| Arbitro: | Filippo Prior (Ivrea) |

|  |           |                              |
|  | Marcatori | 11’, 26’ Zuliani 14’ Brumana |

| Arbitro: | Marco Bodini (Verona) |

|  |           |                              |
|  | Marcatori | 30’, 41’ Girelli 65’ Tarenzi |

| Arbitro: | Luca Angelucci (Foligno) |

|                       |           |                   |
| Salvatori Rinaldi 31’ | Marcatori | 63’ (rig.) Parisi |

| Arbitro: | Marco Acampora (Schio) |

|                                                                                                |           |  |
| Sardu 5’ Brumana 6’, 33’, 45’, 88’ Parisi 9’ Zuliani 20’ Camporese 30’, 43’ Cecotti 63’ (rig.) | Marcatori |  |

| Arbitro: | Giuseppe Repace (Perugia) |

|              |           |              |
| Pittaccio 1’ | Marcatori | 90’ Lauriola |

| Arbitro: | Laura Ponso (Bassano del Grappa) |

|                                         |           |  |
| Brumana 29’, 81’ Zuliani 48’ Parisi 77’ | Marcatori |  |

| Arbitro: | Armando Ongarato (Castelfranco Veneto) |

|  |           |                        |
|  | Marcatori | 34’, 63’ (rig.) Parisi |

| Arbitro: | Giulio Bonaldo (Conegliano) |

|                                   |           |  |
| Jerina 19’ (aut.) Del Stabile 71’ | Marcatori |  |

| Arbitro: | Stefano Campagnolo (Bassano del Grappa) |

|                                               |           |                                    |
| Bonetti 5’, 63’ Panico 9’, 61’ Gabbiadini 40’ | Marcatori | 63’ Del Stabile 80’ (rig.) Brumana |

| Arbitro: | Francesco Alberti (Imola) |

|                          |           |                         |
| Piemonte 65’ Fratini 87’ | Marcatori | 10’ Brumana 40’ Zuliani |

| Arbitro: | Bozzo (San Donà di Piave) |

|             |           |  |
| Brumana 79’ | Marcatori |  |

#### Girone di ritorno
| Arbitro: | Stefano Belfiore (Parma) |

|             |           |                   |
| Tuttino 10’ | Marcatori | 78’, 80’ Giacinti |

| Arbitro: | Edoardo Borca (Torino) |

|            |           |                                                           |
| Errico 43’ | Marcatori | 3’, 20’, 41’ Brumana 32’ Frizza 50’ Zuliani 53’ Camporese |

| Arbitro: | Armando Ongarato (Castelfranco Veneto) |

|            |           |             |
| Frizza 15’ | Marcatori | 29’ Fusetti |

| Arbitro: | Manuel Berti (Pavia) |

|                                            |           |             |
| Sabatino 40’ Bonansea 50’, 68’ Girelli 79’ | Marcatori | 88’ Cecotti |

| Arbitro: | Luca Bergamin (Castelfranco Veneto) |

|             |           |                             |
| Zuliani 66’ | Marcatori | 20’ Del Prete 86’ Vigilucci |

| Arbitro: | Elena Tambini (Como) |

|  |           |             |
|  | Marcatori | 67’ Brumana |

| Arbitro: | Marco Bozzo (San Donà di Piave) |

|                                |           |            |
| Camporese 48’, 54’ Brumana 57’ | Marcatori | 73’ Pirone |

| Arbitro: | Paolo Fele (Nuoro) |

|  |           |                   |
|  | Marcatori | 57’ (rig.) Parisi |

| Arbitro: | Marco Acampora (Schio) |

|                                    |           |                      |
| Parisi 30’ Veritti 31’ Brumana 91’ | Marcatori | 38’ Paroni 43’ Lotto |

| Arbitro: | Armando Ongarato (Castelfranco Veneto) |

|  |           |                |
|  | Marcatori | 59’, 78’ Sipos |

| Arbitro: | Niccolò Panozzo (Castelfranco Veneto) |

|           |           |                    |
| Sardu 44’ | Marcatori | 84’ (rig.) Cimatti |

| Arbitro: | Carmine (Bologna) |

|                  |           |             |
| Caccamo 62’, 80’ | Marcatori | 73’ Zuliani |

### Coppa Italia

#### Ottavi di finale
| Arbitro: | Niccolò Panozzo (Castelfranco Veneto) |

|                |           | |
| Battaiotto 35’ | Marcatori | 23’, 52’ Camporese 27’ Parisi 33’ (aut.) Sabbadin 47’ Brumana 60’ Zuliani 78’ (aut.) Bertoldo 85’ Del Stabile |

#### Quarti di finale
| Arbitro: | Covili Faggioli (Bologna) |

|                                 |                      |                                   |
| Caccamo 63’                     | Marcatori            | 82’ Brumana                       |
| Caccamo Pastore Ugolini Baldini | Tiri di rigore 2 – 4 | Brumana Parisi Martinelli Tuttino |

#### Semifinale
| Arbitro: | Giulio Bonaldo (Conegliano) |

|             |           |  |
| Brumana 73’ | Marcatori |  |

#### Finale
| Arbitro: | Ilaria Bianchini (Terni) |

|                                                   |           |  |
| Sabatino 6’ Girelli 27’ Rosucci 63’ Tarenzi 90+3’ | Marcatori |  |

### Supercoppa italiana
| Arbitro: | Alex Feraudo (Chiavari) |

|                                           |                      |                                             |
| Sabatino 82’                              | Marcatori            | 63’ Frizza                                  |
| Linari Rosucci Karlsson Bonansea Sabatino | Tiri di rigore 4 – 3 | Parisi Brumana Martinelli Tuttino Camporese |

## Statistiche

### Statistiche di squadra
| Competizione        | Punti | In casa | In casa | In casa | In casa | In casa | In casa | In trasferta | In trasferta | In trasferta | In trasferta | In trasferta | In trasferta | Totale | Totale | Totale | Totale | Totale | Totale | DR  |
| Competizione        | Punti | G       | V       | N       | P       | Gf      | Gs      | G            | V            | N            | P            | Gf           | Gs           | G      | V      | N      | P      | Gf     | Gs     | DR  |
| ------------------- | ----- | ------- | ------- | ------- | ------- | ------- | ------- | ------------ | ------------ | ------------ | ------------ | ------------ | ------------ | ------ | ------ | ------ | ------ | ------ | ------ | --- |
| Serie A             | 47    | 13      | 8       | 2       | 3       | 33      | 12      | 13           | 6            | 3            | 4            | 25           | 21           | 26     | 14     | 5      | 7      | 58     | 33     | +25 |
| Coppa Italia        | -     | 1       | 1       | 0       | 0       | 1       | 0       | 2            | 1            | 1            | 0            | 9            | 2            | 4      | 2      | 1      | 1      | 10     | 6      | +4  |
| Supercoppa italiana | -     | -       | -       | -       | -       | -       | -       | -            | -            | -            | -            | -            | -            | 1      | 0      | 1      | 0      | 1      | 1      | 0   |
| Totale              | -     | 14      | 9       | 2       | 3       | 34      | 12      | 15           | 7            | 4            | 4            | 34           | 23           | 31     | 16     | 7      | 8      | 69     | 40     | +29 |

### Statistiche delle giocatrici
| Giocatore      | Serie A  | Serie A | Serie A     | Serie A    | Coppa Italia | Coppa Italia | Coppa Italia | Coppa Italia | Supercoppa italiana | Supercoppa italiana | Supercoppa italiana | Supercoppa italiana | Totale   | Totale | Totale      | Totale     |
| Giocatore      | Presenze | Reti    | Ammonizioni | Espulsioni | Presenze     | Reti         | Ammonizioni  | Espulsioni   | Presenze            | Reti                | Ammonizioni         | Espulsioni          | Presenze | Reti   | Ammonizioni | Espulsioni |
| -------------- | -------- | ------- | ----------- | ---------- | ------------ | ------------ | ------------ | ------------ | ------------------- | ------------------- | ------------------- | ------------------- | -------- | ------ | ----------- | ---------- |
| N. Bissoli     | 24       | 0       | 0           | 0          | 4            | 0            | 1            | 0            | 1                   | 0                   | 0                   | 0                   | 29       | 0      | 1           | 0          |
| S. Blancuzzi   | 13       | -15     | 0           | 0          | 3            | -5           | 0            | 0            | 0                   | 0                   | 0                   | 0                   | 16       | -20    | 0           | 0          |
| S. Blarzino    | 4        | 0       | 0           | 0          | 1            | 0            | 0            | 0            | -                   | -                   | -                   | -                   | 5        | 0      | 0           | 0          |
| P. Brumana     | 25       | 22      | 0           | 0          | 3            | 3            | 1            | 0            | 1                   | 0                   | 1                   | 0                   | 29       | 25     | 2           | 0          |
| E. Camporese   | 24       | 4       | 0           | 0          | 2            | 2            | 0            | 1            | 1                   | 0                   | 0                   | 0                   | 27       | 6      | 0           | 1          |
| C. Cecotti     | 17       | 1       | 0           | 0          | 3            | 0            | 0            | 0            | 1                   | 0                   | 0                   | 0                   | 21       | 1      | 0           | 0          |
| M. Copetti     | 13       | -16     | 0           | 0          | 1            | -1           | 0            | 0            | -                   | -                   | -                   | -                   | 14       | -17    | 0           | 0          |
| S. Del Stabile | 15       | 2       | 0           | 0          | 4            | 1            | 0            | 0            | 0                   | 0                   | 0                   | 0                   | 19       | 3      | 0           | 0          |
| G. Frizza      | 24       | 2       | 0           | 0          | 4            | 0            | 0            | 0            | 1                   | 1                   | 0                   | 0                   | 29       | 3      | 0           | 0          |
| E. Lauriola    | 14       | 2       | 0           | 0          | 3            | 0            | 0            | 0            | 1                   | 0                   | 0                   | 0                   | 18       | 2      | 0           | 0          |
| K. Mantoani    | 7        | 0       | 0           | 0          | -            | -            | -            | -            | 0                   | 0                   | 0                   | 0                   | 7        | 0      | 0           | 0          |
| M. Martinelli  | 25       | 0       | 0           | 0          | 4            | 0            | 0            | 0            | 1                   | 0                   | 0                   | 0                   | 30       | 0      | 0           | 0          |
| R. Mensah      | -        | -       | -           | -          | 1            | 0            | 0            | 0            | -                   | -                   | -                   | -                   | 1        | 0      | 0           | 0          |
| R. Minutello   | -        | -       | -           | -          | 1            | 0            | 0            | 0            | -                   | -                   | -                   | -                   | 1        | 0      | 0           | 0          |
| F. Nobile      | 1        | 0       | 0           | 0          | -            | -            | -            | -            | 0                   | 0                   | 0                   | 0                   | 1        | 0      | 0           | 0          |
| A. Parisi      | 24       | 8       | 0           | 0          | 4            | 1            | 1            | 0            | 1                   | 0                   | 0                   | 0                   | 29       | 9      | 1           | 0          |
| S. Penzo       | 1        | -2      | 0           | 0          | -            | -            | -            | -            | 1                   | -1                  | 0                   | 0                   | 2        | -3     | 0           | 0          |
| N. Peressotti  | 20       | 0       | 0           | 1          | 1            | 0            | 0            | 0            | -                   | -                   | -                   | -                   | 21       | 0      | 0           | 1          |
| A. Pochero     | 24       | 0       | 0           | 0          | 4            | 0            | 1            | 0            | 1                   | 0                   | 0                   | 0                   | 29       | 0      | 1           | 0          |
| R. Sardu       | 23       | 2       | 0           | 0          | 1            | 0            | 0            | 0            | 1                   | 0                   | 0                   | 0                   | 25       | 2      | 0           | 0          |
| A. Tuttino     | 26       | 1       | 0           | 0          | 4            | 0            | 0            | 0            | 1                   | 0                   | 0                   | 0                   | 31       | 1      | 0           | 0          |
| S. Veritti     | 8        | 1       | 0           | 0          | 0            | 0            | 0            | 0            | -                   | -                   | -                   | -                   | 8        | 1      | 0           | 0          |
| L. Usenich     | 3        | 0       | 0           | 0          | -            | -            | -            | -            | 0                   | 0                   | 0                   | 0                   | 3        | 0      | 0           | 0          |
| M. Zuliani     | 25       | 10      | 0           | 0          | 4            | 1            | 1            | 0            | -                   | -                   | -                   | -                   | 29       | 11     | 1           | 0          |